# يزاردو مونتيرو فلوريس
يزاردو مونتيرو فلوريس (بالإسبانية: Lizardo Montero)‏ (و. 1832 – 1905 م) هو سياسي، وعسكري محترف من بيرو.